# Ford P7

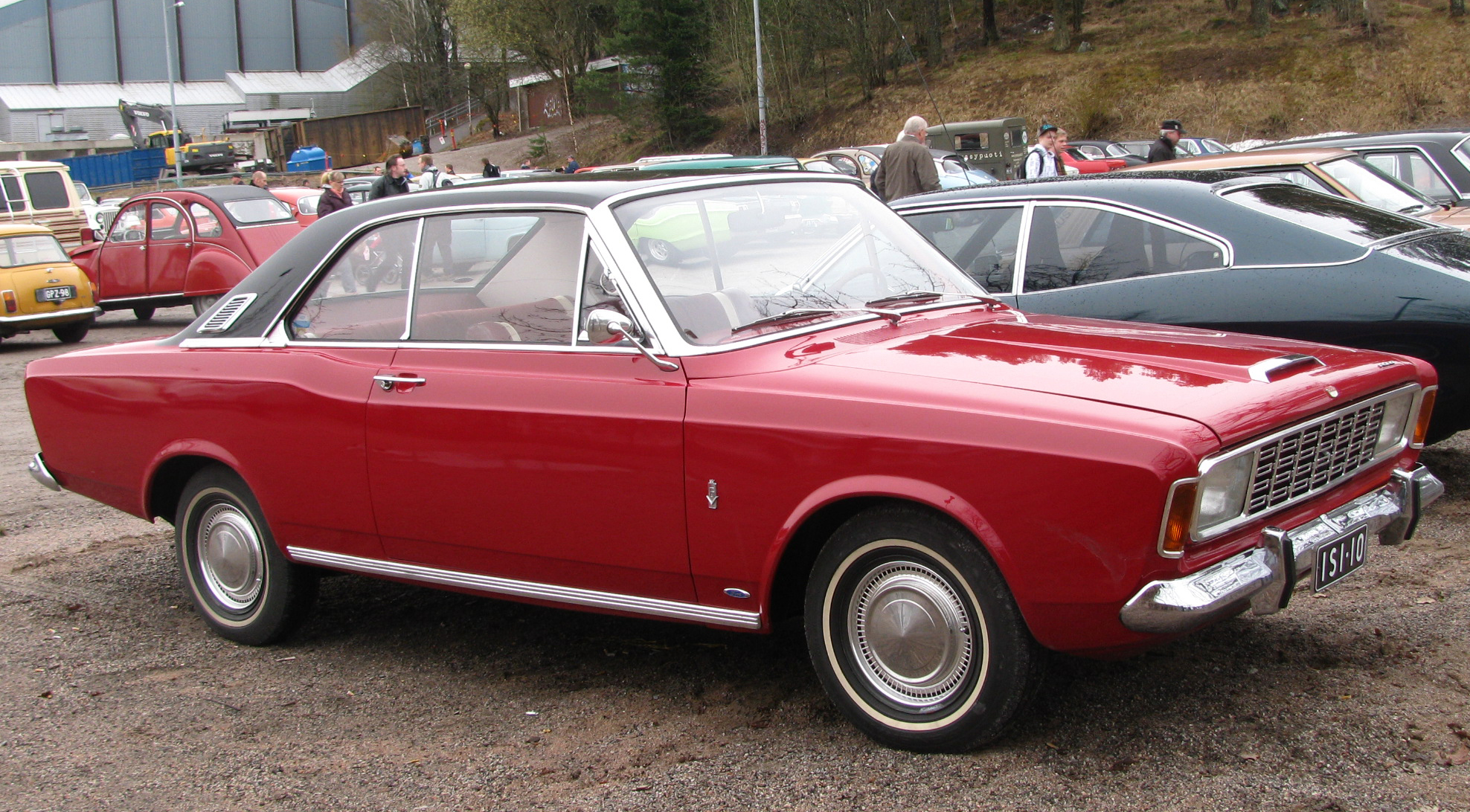
Ford Taunus P7a (1967—1968)

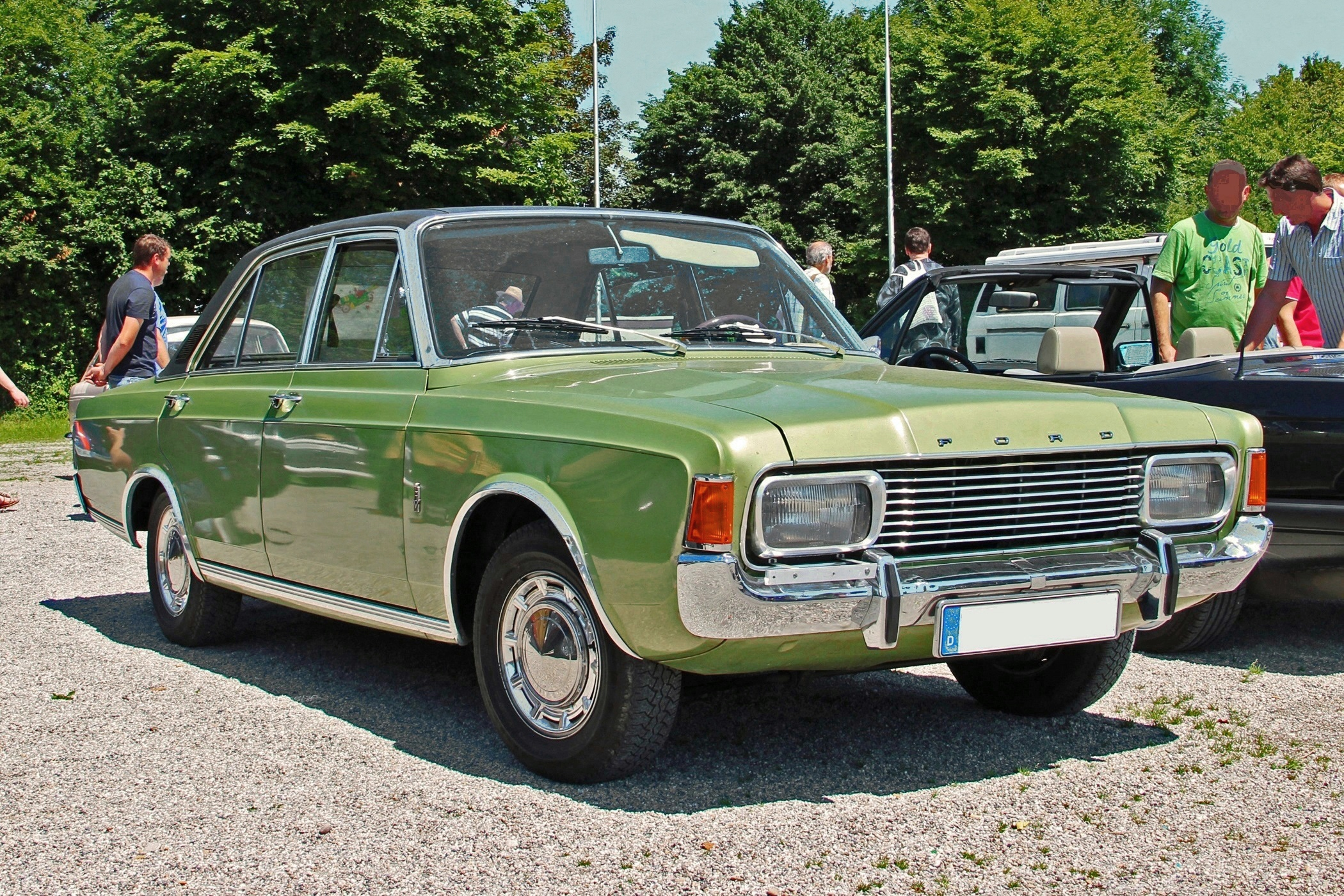
Ford Taunus P7b (1968—1971)

Ford P7 (Ford Projekt 7, сьомий новий автомобіль виробництва заводу Форд в Кельні з кінця Другої світової війни) — автомобіль верхнього середнього класу з двигунами V-4 або V-6 і заднім приводом, з'явилися на ринку як Ford 17М, 20М і 26М.
З серпня 1967 по грудень 1971 року на заводах Ford у Кельні та Генці (Бельгія) були виготовлені 567 842 автомобілі.
Моделі 20М і 26М були замінені навесні 1972 року на Ford Granada, а Ford 17M спочатку було замінено Ford Consul.
З P7 закінчився виробництво автомобілів Ford на заводі в Кельні.

## Двигуни
- 1500 см3 Taunus V4 LC 60 к.с.
- 1700 см3 Taunus V4 LC 65 к.с.
- 1700 см3 Taunus V4 HC 70 к.с.
- 1700 см3 Taunus V4 HC 75 к.с.
- 1800 см3 Cologne V6 HC 82 к.с.
- 2000 см3 Cologne V6 LC 85 к.с.
- 2000 см3 Cologne V6 HC 90 к.с.
- 2300 см3 Cologne V6 HC 108 к.с.
- 2300 см3 Cologne V6 SHC 125 к.с.
- 2600 см3 Cologne V6 HC 125 к.с.